# Haji Wright
Haji Amir Wright (Los Ángeles, California, EUA, 27 de marzo de 1998) es un futbolista estadounidense. Juega de delantero en el Coventry City F. C. de la EFL Championship.

## Trayectoria

### Inicios
Wright es conocido por su habilidad para anotar goles, cabecear y su velocidad. Gracias a estas características, muchos medios en los Estados Unidos lo han descrito como uno de los mejores prospectos juveniles de ese país.

### New York Cosmos
El 30 de marzo de 2015, Wright fichó de manera oficial con el New York Cosmos de la NASL. Hizo su debut con el club neoyorquino en mayo de 2015 en un partido por la Lamar Hunt US Open Cup frente al Empire SC, ingresando desde la banca. El 8 de agosto de ese mismo año, fue titular por primera vez con el primer equipo del Cosmos en un encuentro por la NASL que terminaría empatado 3-3 frente al Fort Lauderdale Strikers.

### Schalke 04
Poco después de cumplir los 18 años, Wright fichó por el FC Schalke 04 de la 1. Bundesliga alemana.

### VVV-Venlo
En julio de 2019 se unió al VVV-Venlo neerlandés por una temporada. Abandonó el club al término de la misma.

## Selección nacional
Fue convocado en varias ocasiones a las selecciones sub-17 y sub-18 de los Estados Unidos.
El 1 de junio de 2022 debutó con la selección absoluta en un amistoso ante Marruecos en el que marcó el definitivo tres a cero.

### Participaciones en Copas del Mundo
| Mundial                     | Sede  | Resultado        | Partidos | Goles |
| --------------------------- | ----- | ---------------- | -------- | ----- |
| Copa Mundial Sub-17 de 2015 | Chile | Fase de grupos   | 2        | 0     |
| Copa Mundial de 2022        | Catar | Octavos de final | 4        | 1     |

## Clubes
| Club                   | País           | Año       |
| ---------------------- | -------------- | --------- |
| New York Cosmos        | Estados Unidos | 2015      |
| F. C. Schalke 04       | Alemania       | 2017-2019 |
| SV Sandhausen (cedido) | Alemania       | 2017-2018 |
| VVV-Venlo              | Países Bajos   | 2019-2020 |
| SønderjyskE            | Dinamarca      | 2020-2022 |
| Antalyaspor (cedido)   | Turquía        | 2021-2022 |
| Antalyaspor            | Turquía        | 2022-2023 |
| Coventry City F. C.    | Inglaterra     | 2023-act. |

## Palmarés

### Títulos internacionales
| Título                          | Equipo         | Sede           | Año  |
| ------------------------------- | -------------- | -------------- | ---- |
| Liga de Naciones de la Concacaf | Estados Unidos | Estados Unidos | 2024 |